# Lacfalu
Lacfalu (románul: Șișești) település Romániában, Máramaros megyében.

## Fekvése
Máramaros megyében, Felsőbányától délre, Magyarkékes szomszédságában fekvő település.

## Története
A 18. századig a nagybányai uradalomhoz tartozott e bányavidék is, és ura a királyi kincstár volt.
Határa erdőségekből állt, mely a bányák szolgálatában állt.
1594-ben készült összeírás szerint lakói magyarok voltak, az összeírás Kádár, Szabados, Ráduly, Másfél, Fáy stb. nevű lakosokat sorolt fel. 1688-ban Istvándy János kapott Laczfalura királyi adományt. 1717-ben a tatárok pusztították el, de hamarosan újratelepült.
A 20. század elején nagyobb birtokosa nem volt.

## Nevezetességek
- Görögkatolikus templomát 1892-ben építtette a római Szent Péter-templom kisebbített mintájára Vasile Lucaciu lelkész. A templom egyike volt a környék legdíszesebb templomainak.
- Vasile Lucaciu Emlékház